# Gumer
Gumer est un woreda du centre-sud de l'Éthiopie situé dans la zone Gurage. Il a 80 178 habitants en 2007 et son centre administratif est Arekit. Il fait partie de la région des nations, nationalités et peuples du Sud jusqu'au transfert de la zone Gurage dans la région Éthiopie du Centre en 2023.
Arekit se trouve 70 km au sud-est de Welkite, à proximité de la zone Silt'e.
Le territoire de Gumer, autrefois plus étendu, se réduit au plus tard en 2007 avec le détachement de Geta.
|       | Ezha  |                        |
| Cheha | Gumer | Alicho Werero          |
| Geta  |       | Misraq Azernet Berbere |

Le recensement national de 2007 fait état pour ce woreda d'une population de 80 178 habitants dont 4 % de citadins qui sont les 2 923 habitants d'Arekit.
Près de 60 % des habitants sont musulmans, 30 % sont orthodoxes, 9 % sont protestants et moins de 1 % sont catholiques.
En 2022, la population du woreda est estimée à 108 369 personnes avec une densité de population de 465 personnes par km2 et 233 km2 de superficie,.